# Robert de Selby
Robert de Selby († 1152) était un militaire anglais de l'entourage du roi de Sicile Roger II, qui devint Chancelier du royaume de Sicile de 1137 à 1151. Il s'est probablement rendu en Sicile aux environs de 1130, en compagnie de Thomas Brun.

## Biographie
En 1137, Robert de Selby est nommé gouverneur de la Campanie, peu de temps avant le début du siège de Salerne, la capitale péninsulaire du royaume de Sicile, par les rebelles au pouvoir fort mis en place par Roger II. Ceux-ci — le comte Ranulf d'Alife, le duc de Bavière Henri X le Superbe et le prince Robert II de Capoue — s’appuient sur les nostalgiques du système féodal qui leur assurait une relative indépendance avant la création du royaume, et sur les cités, lasses des exactions de leurs garnisons normandes. Ils sont, en outre, soutenus par les troupes de l'empereur germanique Lothaire II, descendu presque dans les Pouilles, les Génois et les Pisans, qui interviennent à la demande de Bernard de Clairvaux, qui ne pardonne pas au roi son alliance avec l'antipape Anaclet II.
Robert de Selby resta dans Salerne pour tenter d'organiser la défense de la ville, tandis que Roger se trouvait à Palerme, la capitale insulaire. Face à une situation paraissant désespérée, Robert conseilla aux citoyens de Salerne de se rendre et implora la protection impériale pour éviter le sac de la ville par les Pisans avides. Les citoyens se rendirent et Robert parvint à sortir pour organiser la défense du reste de la province.
En 1143, quand le pape Innocent II refusa de reconnaître le traité de Mignano, qu'il avait été contraint d'accepter en 1139, Robert de Selby mena une expédition sur Bénévent, qui appartenait aux États pontificaux. Les habitants arguèrent que leur charte royale était violée, ce qui n'empêcha pas Robert de pénétrer dans le palais et de faire disparaître la charte.
Au cours de l'été 1144, le pape Lucius II, qui venait de succéder à Innocent II fut retenu dans Rome par les sénateurs et le Patrice Giordano Pierleoni, récemment élu par les citoyens romains, entrés en rébellion contre l'autorité temporelle du pape, sous l'influence d'Arnaud de Brescia. Il ne put se rendre aux pourparlers qui devaient avoir lieu à Ceprano (dans l'actuelle province de Frosinone, dans le Latium). Robert de Selby en profita pour mener de nouvelles expéditions contre les États pontificaux mal défendus.
Le successeur de Lucius, le pape Eugène III, fut de nouveau invité à négocier après la déposition de Giordano Pierleoni. Mais le pape ne parvenait pas à asseoir son autorité à Rome, et il appela à l'aide Tivoli et les autres cités vassales de Rome, ainsi que Roger II de Sicile, qui envoya son général Robert de Selby. Avec leur aide, il parvint à rétablir un semblant d'autorité dans sa capitale. Mais il fut cependant contraint de s'enfuir de Rome en mars 1146. Il s'installa quelque temps à Viterbe, puis à Sienne et finalement en France. Ce n'est qu'en 1149, que Robert de Selby, à la tête d'une troupe sicilienne, put le ramener au palais du Latran.
Robert de Selby fut probablement le protecteur du jeune duc d'Apulie, Roger, le fils de Roger II.

## Opinions sur Robert de Selby
Selon Jean de Hexham, écrivant en 1147, Robert de Selby était « le plus influent des amis du roi, un homme d'une grande richesse et chargé d'honneurs. » De même, dans son Policraticus (VII.19), Jean de Salisbury dit qu'il fut « un administrateur capable… craint par tous en raison de son influence sur le prince, et respecté pour l'élégance de sa vie… ».
John Julius Norwich apporte un jugement plus moderne sur le chancelier et son action : « Les méthodes administratives de Robert étaient aussi peu orthodoxes que son mode de vie. Il apparaît comme un caractère bien plus gai et plus extraverti que son maître. » Peut-être Norwich a-t-il eu à l'esprit l'incident, rapporté dans le Policraticus, de Robert négociant une remise d'argent de la part de  trois candidats pour le siège vacant d'Avella, et révélant promptement la simonie aux évêques rassemblés, qui élurent un digne abbé à la place des trois candidats. Robert a néanmoins conservé sommes perçues !

## Sources
- (en) Cet article est partiellement ou en totalité issu de l’article de Wikipédia en anglais intitulé « Robert of Selby » (voir la liste des auteurs).